# Sarcolaenaceae
Famille
Classification APG III (2009)
La famille des Sarcolénacées regroupe des plantes dicotylédones ; elle comprend 60 espèces réparties en 2 à 10 genres.
Ce sont des arbres ou des arbustes, généralement à feuillage persistant, des régions tropicales, originaires de Madagascar.

## Étymologie
Le nom vient du genre type Sarcolaena, composé des mots grec σαρκός / sarkos, chair, et χλαινα / chlaina, « vêtement, couverture ».

## Classification
La classification phylogénétique situe cette famille dans l'ordre des Malvales.

## Liste des genres
Selon World Checklist of Selected Plant Families (WCSP) (16 octobre 2016) :
- Eremolaena (en) Baill. (1884)
- Leptolaena (en) Thouars (1805)
- Mediusella (en) (Cavaco) Hutch., Fam. Fl. Pl., Dicot. (1973)
- Pentachlaena (en) H.Perrier (1920)
- Perrierodendron (en) Cavaco (1951)
- Rhodolaena (en) Thouars (1805)
- Sarcolaena (en) Thouars (1805)
- Schizolaena (en) Thouars (1805)
- Xerochlamys (en) Baker (1882)
- Xyloolaena (en) Baill. (1879)

Selon Angiosperm Phylogeny Website (16 octobre 2016) :
- Eremolaena Baill. (1884)
- Leptolaena Thouars (1805)
- Mediusella (Cavaco) Hutch., Fam. Fl. Pl., Dicot. (1973)
- Pentachlaena H.Perrier (1920)
- Perrierodendron Cavaco (1951)
- Rhodolaena Thouars (1805)
- Sarcolaena Thouars (1805)
- Schizolaena Thouars (1805)
- Xyloölaena Baill. (1879)

Selon NCBI (16 octobre 2016) :
- Leptolaena
- Sarcolaena
- Schizolaena

Selon DELTA Angio (16 octobre 2016) :
- Eremolaena
- Leptolaena
- Mediusella
- Pentachlaena
- Perrierodendron
- Rhodolaena
- Sarcolaena
- Schizolaena
- Xerochlamys
- Xyloolaena

## Liste des espèces
Selon World Checklist of Selected Plant Families (WCSP) (22 juin 2010) :
- genre Eremolaena Baill. (1884)
  - Eremolaena humblotiana Baill. (1884)
  - Eremolaena rotundifolia (F.Gérard) Danguy (1915)
- genre Leptolaena Thouars (1805)
  - Leptolaena abrahamii G.E.Schatz & Lowry (2001)
  - Leptolaena arenaria (F.Gérard) Cavaco (1951)
  - Leptolaena cuspidata Baker, J. Linn. Soc. (1889)
  - Leptolaena delphinensis G.E.Schatz & Lowry (2001)
  - Leptolaena gautieri G.E.Schatz & Lowry (2001)
  - Leptolaena masoalensis G.E.Schatz & Lowry (2001)
  - Leptolaena multiflora Thouars (1807)
  - Leptolaena pauciflora Baker, J. Linn. Soc. (1883)
  - Leptolaena raymondii G.E.Schatz & Lowry (2001)
- genre Mediusella (Cavaco) Hutch., Fam. Fl. Pl., Dicot. (1973)
  - Mediusella bernieri (Baill.) Hutch., Fam. Fl. Pl., Dicot. (1986 publ. 1987)
- genre Pentachlaena H.Perrier (1920)
  - Pentachlaena betamponensis Lowry & al. (2000)
  - Pentachlaena latifolia H.Perrier (1920)
  - Pentachlaena orientalis Capuron, Adansonia, n.s. (1973)
- genre Perrierodendron Cavaco (1951)
  - Perrierodendron boinense (H.Perrier) Cavaco (1951)
  - Perrierodendron capuronii J.-F.Leroy & al. (2000)
  - Perrierodendron occidentale J.-F.Leroy & al. (2000)
  - Perrierodendron quartzitorum J.-F.Leroy & al. (2000)
  - Perrierodendron rodoense J.-F.Leroy & al. (2000)
- genre Rhodolaena Thouars (1805)
  - Rhodolaena acutifolia Baker, J. Linn. Soc. (1884)
  - Rhodolaena altivola Thouars (1807)
  - Rhodolaena bakeriana Baill. (1886)
  - Rhodolaena coriacea G.E.Schatz & al. (2000)
  - Rhodolaena humblotii Baill. (1886)
  - Rhodolaena leroyana G.E.Schatz & al. (2000)
  - Rhodolaena macrocarpa G.E.Schatz & al. (2000)
- genre Sarcolaena Thouars (1805)
  - Sarcolaena codonochlamys Baker (1893)
  - Sarcolaena delphinensis Cavaco (1950)
  - Sarcolaena eriophora Thouars (1805)
  - Sarcolaena grandiflora Thouars (1805)
  - Sarcolaena humbertiana Cavaco (1950)
  - Sarcolaena isaloensis Randrian. & J.S.Mill. (1994)
  - Sarcolaena multiflora Thouars (1805)
  - Sarcolaena oblongifolia F.Gérard (1915)
- genre Schizolaena Thouars (1805)
  - Schizolaena capuronii Lowry & al. (1999)
  - Schizolaena cauliflora Thouars (1805)
  - Schizolaena cavacoana Lowry & al. (1999)
  - Schizolaena elongata Thouars (1805)
  - Schizolaena exinvolucrata Baker, J. Linn. Soc. (1883)
  - Schizolaena gereaui Lowry & al. (1999)
  - Schizolaena hystrix Capuron, Adansonia, n.s. (1963)
  - Schizolaena laurina Baill. (1886)
  - Schizolaena manomboensis Lowry & al. (1999)
  - Schizolaena masoalensis Lowry & al. (1999)
  - Schizolaena microphylla H.Perrier (1925)
  - Schizolaena milleri Lowry & al. (1999)
  - Schizolaena parviflora (F.Gérard) H.Perrier (1925)
  - Schizolaena pectinata Capuron, Adansonia, n.s. (1963)
  - Schizolaena raymondii Lowry & Rabeh. (2006)
  - Schizolaena rosea Thouars (1805)
  - Schizolaena tampoketsana Lowry & al. (1999)
  - Schizolaena turkii Lowry & al. (1999)
  - Schizolaena viscosa F.Gérard (1919)
  - Xerochlamys bojeriana (Baill.) Baker, J. Linn. Soc. (1889)
  - Xerochlamys diospyroidea Baker, J. Linn. Soc. (1889)
  - Xerochlamys elliptica F.Gérard (1915)
  - Xerochlamys tampoketsensis F.Gérard (1915)
  - Xerochlamys villosa F.Gérard (1915)
- genre Xyloolaena Baill. (1879)
  - Xyloolaena humbertii Cavaco (1950)
  - Xyloolaena perrieri F.Gérard (1919)
  - Xyloolaena richardii (Baill.) Baill. (1884)
  - Xyloolaena sambiranensis Lowry & G.E.Schatz (2002)
  - Xyloolaena speciosa Lowry & G.E.Schatz (2002)

Selon NCBI (22 juin 2010) :
- genre Leptolaena
  - Leptolaena multiflora
- genre Sarcolaena
  - Sarcolaena eriophora
  - Sarcolaena multiflora
  - Sarcolaena oblongifolia